# Трегор

Флаг Трегора с 1998 года

Флаг Трегора с 1996 по 1998 год

Трегор (фр. Trégor, брет. Bro-Dreger) — одна из традиционных провинций (фр. pays) исторической области Бретань, охватывающая запад современного департамента Кот-д’Армор и северо-восток департамента Финистер по реку Морле. Площадь 2 251 км². В исторических границах Трегора живёт 192 тысячи человек.
Традиционной столицей Трегора считается портовый город Трегье в департаменте Кот-д’Армор. Провинции соответствовала епархия Трегье. На территории Трегора располагалось средневековое графство Трегье.
27 января 1790 года при введении во Франции деления по департаментам депутаты Национального собрания от города Морле отказались войти в департамент Кот-дю-Нор (так тогда назывался Кот-д’Армор) и присоединились к Финистеру.
В Трегоре распространён трегорский диалект бретонского языка, обладающий рядом специфических черт.
Наиболее важные города — Генган, Плуаре, Ланьон, Морле. В субрегионе имеется телекоммуникационный технополис «Антисипа».
Достопримечательности: Берег розового гранита, город Ланьон, развалины замка Тонкедек, собор Трегье, многочисленные часовни XIV в., менгир из Сент-Узека, реконструированная галльская деревня и музей телекоммуникаций в Плёмёр-Боду.

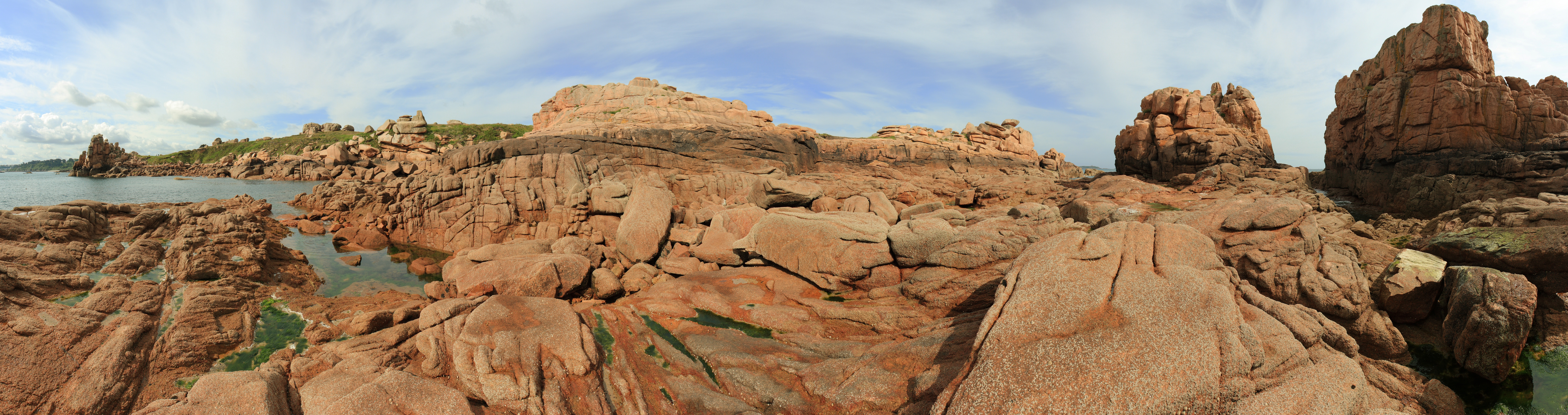
Панорама Берега розового гранита под Плуманахом